# لينا ميرلين
أنجلينا «لينا» ميرلين (15 أكتوبر 1887 - 16 أغسطس 1979) سياسية إيطالية، لعل أبرز ما عُرفّ عنها، سَنَّها وترويجها لما يسمى «قانون ميرلين» الذي ألغى الدعارة المقننة حكومياً في إيطاليا. كما كانت ناشطة ومعلمة وعضوة في حركة المقاومة الإيطالية.

## حياتها
هي ابنة المعلمة جيوستينا بولي وسكرتير البلدية فروتوزو ميرلين، ولدت في بوتسونوفو بإقليم فينيتو ونشأت في كيودجا. في 1907 حصلت على دبلوم يؤهلها للتدريس في مدرسة ابتدائية. وفي 1914، حصلت على مؤهلها لتدريس اللغة الفرنسية في مدرسة إعدادية لكنها فضلت مواصلة التدريس في المدرسة الابتدائية. وفي مارس 1926، رفضت أداء قسم الولاء للحكومة الفاشية الإيطالية، فعُزلّت من وظيفتها كمعلمة. وفي نوفمبر من ذلك العام، حُكم عليها بالسجن خمس سنوات؛ ثُم خُففّت عقوبتها وعادت إلى بادوفا في نوفمبر 1929. وانتقلت إلى ميلانو في 1930؛ ولإعالة نفسها، أعطت دروسًا خاصة في اللغة الفرنسية.
في 1919، انضمّت إلى الحزب الاشتراكي الإيطالي. ساهمت ميرلين في الجريدة الاشتراكية الأسبوعية إيكو دي لافوراتوري (صدى العمال) ولا ديفيزا ديلي لافوراتريتشي (الدفاع عن العاملات). خلال الحرب العالمية الثانية، شاركت في المقاومة ضد الفاشيين. شاركت في تأسيس غروبي دي ديفيزا ديلا دونا (مجموعات الدفاع النسائية). وفي 1944، ساعدّت في تأسيس أونيوني دوني إيتالياني (اتحاد النساء الإيطاليات) وشَغلّت منصب رئيسه لثلاث فترات.
في 1946، اُنتُخبّت في الجمعية التأسيسية الإيطالية كعضو عن الحزب الاشتراكي الإيطالي. وكان لها دور فعال في ضمان حماية حقوق النساء والأطفال في الدستور الجديد. في 1948، اُنتُخبّت لعضوية مجلس الشيوخ الإيطالي. وأُعيد انتخابها في 1953. إلا أنها تقاعدت من الحزب الاشتراكي في 1961 ولم ترشح نفسها لإعادة انتخابها بعد انتهاء فترة ولايتها في 1963.
قُدمّ مشروع قانون إلغاء تنظيم الدعارة في إيطاليا (القانون رقم 1958/75) في 1948 وبعد عملية طويلة وصعبة، أُقرّ أخيرًا في أوائل 1958 ودخل حيز التنفيذ في سبتمبر من ذلك العام.
عملت ميرلين بعدها في مجلس بلدية كيودجا من 1951 إلى 1955.
ثم التقت بدانتي غالاني في ميلانو. وتزوجا في 1933 لكن غالاني توفي بعد ذلك بثلاث سنوات.
توفيت ميرلين في بادوفا عن عمر يناهز 91 عامًا.